# Culciu
Culciu es una comuna ubicada en el distrito de Satu Mare, Rumania.

## Superficie
Posee una superficie de 79,30 kilómetros cuadrados.

## Demografía
Hasta 2021 la población era de 3712 habitantes, con una densidad de población de 46,81 habitantes por kilómetro cuadrado.